# سیمان گلاس آیونومر
سیمان گلاس آیونومر (به انگلیسی: Glass ionomer cement) از جمله مواد مورد استفاده در دندانپزشکی به عنوان ماده پرکننده، سیمان کف بندی و براکت ارتودنسی است. این سیمان طبق استاندارد سازمان بین‌المللی استانداردسازی، سیمان گلاس پلی آلکنوئات معرفی شده‌است. اصطلاح گلاس آیونومر در مقالات اخیر و در بین دندان پزشکان مورد استفاده قرار می‌گیرد. در یک دسته‌بندی کلی این سیمان به دو نوع معمولی و اصلاح شده با رزین تقسیم‌بندی می‌شوند. سیمان‌گلاس آیونومر معمولی دارای سه جزء اصلی اسید پلی آلکنوئات محلول در آب، شیشه آلومینوسیلیکاتی و آب است. از اسیدهای با غلظت و جرم مولی مختلف و شیشه‌های با ترکیب گسترده استفاده می‌شود. این اجزاء به صورت دستی یا با استفاده از لرزش و دوران دستگاهای مربوطه، با هم مخلوط می‌شوند. پس از اختلاط، با وقوع واکنش‌های اسید و باز یک خمیر ویسکوز تشکیل می‌شود که بلافاصله گیرش پیدا کرده و سخت می‌شود. اسید مصرفی به صورت یک محلول آبی یا به صورت پودر خشک به پودر شیشه سیمان اضافه می‌شود. در حالت دوم، مایع مصرفی آب است و پلی اسید جامد پس از اختلاط در آب حل می‌شود. در حین گیرش، اسید ساختار شیشه را تجزیه می‌کند، پیوندهای شبکه شیشه را هیدرولیز کرده و کاتیون‌های کلسیم و آلومینیم را آزاد می‌کند که با گروه‌های کربوکسیلات برای ایجاد اتصال عرضی با زنجیره‌های پلی اکریلیک، پیوند برقرار می‌کنند. سیمان‌های گلاس آیونومر با دارا بودن خواصی نظیر قابلیت رهایش و جذب طولانی مدت یون فلوئور، زیست سازگاری بالا، مطابقت با ظاهر دندان طبیعی، چسبندگی شیمیایی به ساختار دندان و ضریب انبساط حرارتی مشابه با دندان در دندان پزشکی ترمیمی مورد استفاده قرار گرفته‌اند. خواص و زمان گیرش این سیمان‌ها متأثر از عوامل مختلفی نظیر ترکیب شیمیایی پودر شیشه، نوع و غلظت اسید و نسبت پودر به مایع است.
| ویژگی                                 | مقدار     |
| ------------------------------------- | --------- |
| زمان کار (۲۳ درجه سانتی گراد)/دقیقه   | ۱/۳–۳/۸   |
| زمان گیرش(۳۷ درجه سانتی گراد)/دقیقه   | ۲/۷۵–۴/۷  |
| استحکام فشاری(۲۴ ساعت)/ مگا پاسکال    | ۱۴۰–۱۹۵   |
| استحکام کششی قطری(۲۴ ساعت)/مگا پاسکال | ۹/۰–۱۹/۳  |
| استحکام خمشی(۲۴ ساعت)/مگا پاسکال      | ۸/۹–۳۰/۰  |
| درصد خزش(۲۴ ساعت)                     | ۰/۱۷–۰/۳۳ |
| کدری                                  | ۰/۴۴–۰/۸۵ |

## تاریخچه
گلاس آیونومرها در اواخر دهه ۶۰ میلادی توسط ویلسون و همکارانش در آزمایشگاه LGC در لندن برای جایگزین شدن بجای سیمان‌های سیلیکاتی معرفی شدند. اولین شیشه مورد استفاده که خواص مطلوبی داشته به عنوان G200 و سیمان تولید شده از این شیشه به نام ASPA I شناخته می‌شود. شیشه G200 دارای ترکیب ارائه شده در جدول زیر است. سیمان ASPA I زمان کار طولانی و سخت شدن کندی داشته و همچنین از شفافیت مناسبی برخوردار نبوده‌است. با ایجاد تغییراتی در فرمولاسیون شیشه و افزودن اسید تارتاریک، سیمان ASPA II معرفی شد.
| جز    | درصد وزنی |
| ----- | --------- |
| SiO2  | ۳۰/۱      |
| Al2O3 | ۱۹/۹      |
| AlF3  | ۲/۶       |
| CaF2  | ۳۴/۵      |
| NaF   | ۳/۷       |
| AlPO4 | ۱۰/۰      |

تکامل سیمان‌های گلاس آیونومر در طول چند دهه گذشته منجر به تغییرات در هر دو جز پودر شیشه و اسید پلی کربوکسیلیک شده‌است. اجزای مختلفی به عنوان تقویت‌کننده نیز به این سیستم اضافه شده‌است.

## انواع سیمان گلاس آیونومر
تقسیم‌بندی‌های مختلفی براساس نوع تقویت‌کننده و نحوه گیرش برای سیمان گلاس آیونومر وجود دارد:
انواع سیمان گلاس آیونومر براساس نوع تقویت کننده:
- سیمان گلاس آیونومر معمولی :سیمان‌های گلاس آیونومر معمولی ترکیبی از تکنولوژی و شیمی سیلیکات‌ها و سیمان‌های پلی کربوکسیلاتی روی هستند که به منظور ترکیب خصوصیات مطلوب هر دو جز مورد استفاده قرار می‌گیرند. این سیمان‌ها که حاوی شیشه‌های فلوئوروآلومیناسیلیکاتی با قابلیت رهایش یون هستند همانند سیمان‌های کربوکسیلاتی روی، از خانواده سیمان‌های پایه اسیدی می‌باشند.[۱۰]
- سیمان گلاس آیونومر اصلاح شده با رزین: به منظور بهبود خواص سیمان گلاس آیونومر معمولی از یک جز رزینی استفاده شده‌است. این جز از مونومرهای آبدوستی هستند که از قابلیت پلیمریزه شدن برخوردارند مثلاً 2-هیدروکسی اتیل متاکریلات. گیرش سیمان‌های اصلاح شده با رزین شامل یک واکنش اسید و باز و پلیمریزاسیون نوری است.[۱۱]
- سیمان گلاس آیونومر تقویت شده با فلز: در این سیستم از ذرات پرکننده فلزی برای بهبود استحکام، تافنس شکست و مقاومت به سایش استفاده شده‌است. معمولاً از ذرات نقره مثلاً پودر آلیاژ آمالگام استفاده می‌شود.[۱۲] این سیمان‌ها از رنگ ظاهری مناسبی برخوردار نمی‌باشند.

انواع سیمان گلاس آیونومر براساس نحوه گیرش:
- خود سخت شونده: گیرش و سخت شدن در سیمان‌های خود سخت شونده تنها شامل واکنش اسید-باز بین پودر شیشه قلیایی و پلی اکریلیک اسید است که پس از اختلاط اجزا انجام می‌شود و سیمان سخت می‌شود.
- سخت شونده با نور: دو نوع واکنش گیرش در سیمان گلاس آیونومر اصلاح شده با رزین رخ می‌دهد. ابتدا، واکنش اسید-باز بین پلی اکریلیک اسید و پودر شیشه ای قلیایی صورت می‌گیرد و سپس، پلیمریزاسیون به وسیلهٔ نور که با واکنش اکسایش/کاهش شروع می‌شود. واکنش پلیمریزاسیون رادیکال آزاد توسط پرتو تثبیت می‌شود و منجر به شکل‌گیری و پلیمریزاسیون پلی HEMA از گروه‌های آویز، غیراشباع و متاکریلات می‌شود که به PAA متصل هستند. در این واکنش، پلی HEMA با PAA کوپلیمرایز می‌کند و به عنوان ماتریس دارای پیوندهای یونی و کووالانسی است و از لحاظ شیمیایی به ماتریس پلی اکریلیک از طریق گروه‌های COO و پیوندهای هیدروژنی پیوند داده می‌شود. مطالعات طیف‌سنجی مادون قرمز نشان می‌دهد که در طی واکنش گیرش، پیوند دوگانه در مایع پس از سخت شدن ناپدید می‌شود و تعدادی از گروه‌های اسید کربوکسیلیک بر مبنای پیشرفت واکنش قلیایی احیاء می‌شوند. با کوپلیمرایز کردن بین گروه‌های PAA, BiS-GMA و HEMA یک ماتریس آلی متصل شده قوی حاصل می‌شود. واکنش‌های همزمان اسید-باز و پلیمریزاسیون نوری موجب افزایش و بهبود خواص فیزیکی و مکانیکی سیمان گلاس آیونومر اصلاح شده با رزین‌ می‌شود که در واقع تشکیل همزمان پل‌های نمکی و اتصالات کووالانسی دلیل اصلی افزایش استحکام است.

## کاربردها
کاربردهای مختلفی در دندان پزشکی برای این سیمان دندانی وجود دارد که به برخی از آن‌ها اشاره شده‌است:
- چسب گلاس آیونومر: سیمان‌های گلاس آیونومر چسباننده برای سیمان کاری دائم تاج، پلهای دندانی، روکش و دیگر پوشش‌ها عالی است. این چسب‌ها می‌توانند با عاج یا مینا، پلاتین و ترمیم‌های پرسلانی پیوند شیمیایی و با مواد ترمیمی کامپوزیتی پیوند مکانیکی دهد. با انتشار یون فلوئور و با دادن یک پایه محکم برای کامپوزیت حساسیت را کاهش داده و محافظ پالپ و عایق است.
- درزگیر و پایه: با توجه به چسبندگی شیمیایی سیمان گلاس آیونومر به مینا و عاج دندان و انتشار فلوئور که نه تنها به جلوگیری از پوسیدگی کمک می‌کند و از پوسیدگی ثانویه جلوگیری می‌کند، تشکیل عاج ثانویه را نیز بالا می‌برد.
- ماده پر کننده: سیمان گلاس آیونومر به عنوان پرکننده استفاده می‌شود ولی از نظر ساختاری ماده نسبتاً ضعیفی در نظر گرفته می‌شود. آن‌ها در درجه اول برای پر کردن پوسیدگی‌های کوچک در مناطقی که نیاز به مقاومت در برابر فشارهای سنگین جویدن ندارند، سیمان تاج دندان و برای پر کردن حفره‌ها، به خصوص آن‌هایی که در سطوح ریشه دندان هستند، استفاده می‌شوند.
- چسب ارتودنسی: در حال حاضر، شایع‌ترین چسب‌های مورد استفاده برای اتصال براکت‌های ارتودنسی بر اساس رزین کامپوزیت هستند. اما با این حال سیستم‌های گلاس آیونومر مزایای خاصی دارند. آن‌ها با اثر متقابل یون‌های پلی اکریلیت و بلورهای هیدروکسی آپاتیت به‌طور مستقیم به بافت دندان متصل می‌شوند، در نتیجه از اچ شدن با اسید جلوگیری می‌کنند. علاوه بر این، آن‌ها به علت توانایی رهایش فلوئور اثر ضد پوسیدگی زا دارند.
- ساخت روکش: برخی دندان پزشکان سیمان گلاس آیونومر را از نظر سهولت ظاهری در قرار دادن، چسبندگی، انتشار فلوئور و ضریب حرارتی همسان، برای روکش مناسب می‌دانند. با این حال بسیاری از کاربران سیمان گلاس آیونومر را فاقد استحکام کافی برای ساخت هسته اصلی در نظر می‌گیرند. از این رو توصیه شده که اگر این ماده به عنوان روکش در نظر گرفته شد، دندان باید دو دیوارهٔ سالم از نظر ساختاری داشته باشد.[۱۳]

## مزایا
- زیست سازگاری: سیمان‌های گلاس آیونومر به‌طور طبیعی به دلیل رهایش یون‌های فعال بیولوژیکی (فلوئور، سدیم، فسفات و سیلیکا) زیست فعال هستند.[۱۴] در واقع با توجه به قابلیت ایجاد چسبندگی شیمیایی به مینا، عاج دندان و حتی استخوان، از طریق واکنش بین پلی اسید موجود در سیمان و جزء هیدروکسی آپاتیت موجود در بافت دندان و استخوان، سیمان‌های گلاس آیونومر زیست فعال شناخته می‌شوند.
- چسبندگی شیمیایی به ساختار دندان: هر دو نوع گلاس آیونومر معمولی و اصلاح شده با رزین دارای مزیت آبدوستی هستند، بنابراین توانایی ترکنندگی سطوح تازه دندان و ایجاد پیوندهای چسبندهٔ پایدار را دارند. چسبندگی شیمیایی سیمان‌های گلاس آیونومر به مینا و عاج دندان از طریق واکنش یون‌های فسفات موجود در بافت دندان با گروه‌های کربوکسیلات موجود در اسید پلی آکریلیک حاصل می‌شوند. در کلینیک، سطح دندان تازه بریده شده با یک محلول آبی ۳۷٪ پلی (آکریلیک اسید) بر ای ۱۰ تا ۲۰ ثانیه و سپس با آب شست و شو داده می‌شود تا برای پیوند آماده شود. اسید سیتریک اولین ماده ای بوده که برای آماده سازی سطوح دندان مورد استفاده قرار گرفته‌است، این اسید با وجود اینکه اسید چندان قوی ای نیست ولی قدرت سایندگی زیادی دارد. این تکنیک لایه اسمیر را از بین می‌برد. علاوه بر این، با مینرال زدایی جزئی سطح دندان، سبب افزایش سطح شده و امکان اتصال میکرومکانیکی را فراهم می‌آورد.[۱۵]
- ضریب انبساط حرارتی مشابه با عاج دندان: ساختار دندان و مواد ترمیمی در دهان بر اثر حرارت نوشیدنی‌ها و غذاهای داغ منبسط و با قرارگیری در معرض مواد سرد منقبض خواهند شد. در صورت زیاد بودن میزان اختلاف در ضریب انبساط حرارتی بین دندان و مواد ترمیمی، چنین انبساط و انقباض‌هایی ممکن است سبب شکسته شدن درزبندی مواد ترمیمی در دهان شود.[۴] طبق جدول زیر سیمان دندانی گلاس آیونومر در مقایسه با دیگر مواد ترمیمی دندانی ضریب انبساط حرارتی نزدیک تری به دندان طبیعی دارد.

| هدایت حرارتی مواد دندانی |                           |
| نام ماده                 | ضریب هدایت حرارتی(C°/cm²) |
| آکریلیک پرنشده           | ۰/۰۰۰۵                    |
| سیمان اکسید روی اوژنول   | ۰/۰۰۱۱                    |
| عاج دندان                | ۰/۰۰۱۵                    |
| مینای دندان              | ۰/۰۰۲۲                    |
| کامپوزیت ها              | ۰/۰۰۲۵                    |
| سرامیک                   | ۰/۰۰۲۵                    |
| سیمان فسفات روی          | ۰/۰۰۲۸                    |
| آمالگام دندانی           | ۰/۰۵۵                     |
| آلیاژهای طلا             | ۰/۷۱۰                     |

| ماده               | ضریب انبساط حرارتی |
| ------------------ | ------------------ |
| سیمان گلاس آیونومر | 10/2-11/4          |
| کامپوزیت           | 14-50              |
| آمالگام            | 22/1-28/0          |
| مینای دندان        | 12/0               |
| عاج دندان          | 8/3                |

- قابلیت رهایش و جذب یون فلوئور: سیمان گلاس آیونومر دارای قابلیت رهایش یون فلوئور است که یکی از ویژگی‌های اصلی یون‌های فلوئور عملکرد ضد پوسیدگی آن‌ها است. رهایش یون‌های فلوئور از سیمان گلاس آیونومر را می‌توان به دو مرحله تقسیم نمود. ابتدا تخلیه کوتاه مدت از سطح ماده ترمیمی به محیط دندان، سپس رهایش طولانی مدت توسط یک فرایند نفوذی از سیمان داخلی. بیش‌ترین میزان رهایش یون‌های فلوئور در چهل و هشت ساعت اول رخ می‌دهد و پس از آن میزان رهایش یون فلوئور کاهش یافته، که این مقدار رهایش یون فلوئور تا چندین سال ثابت باقی می‌ماند.[۱۷] علاوه بر این، سیمان‌های گلاس آیونومر توانایی شارژ سطحی یون‌های فلوئور را نیز دارند. این قابلیت شارژ به نفوذ پذیری و مواجهه مکرر با منبع یون فلوئور بستگی دارد.[۱۸] مثلاً در هنگام استفاده از خمیر دندان‌های حاوی فلوئور این شارژ به صورت سطحی رخ می‌دهد. این قابلیت سیمان گلاس آیونومر در رهایش یون فلوئور منجر به جلوگیری از پوسیدگی‌های ثانویه می‌شود.
- رنگ ظاهری مشابه با دندان: به‌طور کلی، سیمان‌های گلاس آیونومر به داشتن ظاهر زیبای مناسب (مطابقت با ظاهر و رنگ دندان طبیعی) شناخته می‌شوند. در این زمینه، این سیمان‌ها نسبت به کامپوزیت‌های رزینی در درج دوم قرار دارند، اما از دیگر سیمان‌های مورد استفاده در کلینیک دندان پزشکی از جمله سیمان سیلیکاتی، برای دندان‌های قدامی بهتر است. گلاس آیونومر از نظر رنگ و شفافیت نسبت به آمالگام، بسیار به دندان شبیه است و استفاده از آن در ترمیم به جای آمالگام، خصوصاً در دندان‌های قدامی، تأثیر زیادی بر ظاهر دندان ترمیم یافته دارد. لازم است ذکر شود که حالت نیمه شفافی کامل سیمان‌های گلاس آیونومر تجاری پس از گذشت حداقل ۲۴ساعت از زمان قرارگیری، بدست می‌آید. یکی از مواردی که در کاربرد سیمان‌های گلاس آیونومر باید مد نظر قرار گیرد این است که اگر سیمانی که تازه در دندان قرار گرفته با رطوبت در تماس باشد، سطح آن آسیب دیده، که این تأثیر منفی بر شفافیت سیمان دارد. به‌طور کلی، این مشکلات به این معنی است که گلاس آیونومرها به منظور دستیابی به ظاهر بهینه در شرایط درون تنی نیاز به مراقبت دقیق دارد. سیمان گلاس آیونومر اصلاح شده با رزین دارای رنگ ظاهری و شفافیت بهتری نسبت به نوع معمولی است.[۷]

## معایب
عیب اصلی سیمان‌های گلاس آیونومر پایین بودن خواص مکانیکی آن مانند چقرمگی شکست و مقاومت سایشی است و به همین دلیل تنها به صورت محدود برای نواحی که نیروهای جویدن کم و حفرات دندانی کوچک هستند، مورد استفاده قرار می‌گیرند. در دندان‌های پسین، سیمان گلاس آیونومر بیشتر به عنوان ماده پرکننده موقت استفاده می‌شود. همچنین سختی نهایی در سیمان گلاس آیونومر طی فرایند بلوغ و در طولانی مدت به دست می‌آید و در مراحل اولیه گیرش نسبت به رطوبت حساس هستند. رطوبت منجر به ایجاد ظاهر گچی ناخوشایندی در سیمان می‌شود و شفافیت و رنگ سیمان را تحت تأثیر قرار می‌دهد. واکنش‌های گیرش ناقص و حساسیت به آب در طول مرحله اول گیرش، باعث ایجاد سطح نرم، متخلخل و شکننده ای می‌شود که در برابر ترک خوردگی و در نتیجه کاهش مقاومت سایشی و چقرمگی شکست، آسیب‌پذیر است.
| نوع سیمان                      | استحکام فشاری(MPa) | استحکام کششی(MPa) | مدول الاستیسیته(GPa) |
| ------------------------------ | ------------------ | ----------------- | -------------------- |
| رزین چسبنده                    | ۵۰-۲۱۰             | ۴۰                | ۱/۲-۱۰/۷             |
| گلاس آیونومر                   | ۹۰-۲۲۰             | ۴/۵               | ۵/۴                  |
| گلاس آیونومر تقویت شده با رزین | ۸۵-۱۲۰             | ۱۳                | ۲/۵                  |
| پلی کربوکسیلات روی             | ۵۵-۹۶              | ۳-۶               | ۴/۴                  |

## طریقه اختلاط اجزاء
گلاس آیونومرها به دو صورت پودر و مایع و با کپسولی در دسترس می‌باشند. انواع کپسولی دارای نسبت پودر و مایع از پیش تعیین شده می‌باشند که با قرار دادن در آمالگاماتورهای مکانیکی اختلاط انجام می‌گیرد. اگرجه معمولاً نسبت پودر به مایع به نسبت وزنی 3 به 1  به کار برده می‌شود ولی با توحه به دستور مصرف کارخانه سازنده الزامی است. هرگونه تغییر در نسبت اختلاط باعث ضعیف شدن سیمان گلاس آیونومر و تغییر خواص گلاس آیونومر در محیط دهان می‌شود. در انواع کپسولی نسبت پودر و مایع کاملاً دقیق تعیین شده‌است. به همین دلیل زمان اختلاط به حداقل می‌رسد و در نتیجه زمان کار کردن بیشتری در اختیار دندان پزشک قرار می‌گیرد. از طرف دیگر قابل تزریق نیز هستند که باعث می‌شود هوا داخل گلاس آیونومر نمانده و کار سریع تر و آسان تر انجام شود.

## واکنش گیرش
همان‌طور که اشاره شد پس از اختلاط اجزاء سیمان گلاس آیونومر طی واکنش اسید و باز گیرش یافته و سخت می‌شود. واکنش گیرش سیمان گلاس آیونومر را می‌توان به‌طور خلاصه به چهار مرحله تقسیم کرد:
- تجزیه پودر شیشه: سطوح ذرات شیشه توسط اسید مورد حمله قرار می‌گیرد و ۲۰ تا ۳۰ درصد سطح تخریب می‌شود و کاتیون‌های فلزی در محلول آزاد می‌شوند در نتیجه یک لایه ژل سیلیکا در اثر پلیمر یزاسیون روی سطح ذرات شکل می‌گیرد و شیشه واکنش نکرده به عنوان هسته برای این ژل سیلیکایی عمل می‌کند.
- ژل شدن: با افزایش غلظت کاتیونها، مقدار pH فاز آبی افزایش یافته، که منجر به افزایش یونیزاسیون کربوکسیلیک اسید می‌شود. در یک نقطه خاص از pH و غلظت یونی، ساختار ژل از طریق اتصالات عرضی یونی ضعیف حاصل از تشکیل پیوندهای هیدروژنی تشکیل می‌شود. فرایند ژل شدن شیشه‌های گلاس آیونومر به شرح زیر توصیف شده‌است: در نتیجهٔ افزایش یونیزاسیون، گروه‌های کربوکسیلات زنجیره‌های پلیمری باردار می‌شوند، یکدیگر را دفع می‌کنند، احتمالاً یک پیکربندی خطیتری به خود می‌گیرند. پیشرفت واکنش کاتیون‌های فلزی با گروه‌های کربوکسیلات باعث افزایش ویسکوزیته سیمان می‌شود. به نظر می‌رسد نفوذ این کاتیون‌ها اثر اصلی را بر واکنش ژل شدن سیمان دارد.
- سخت شدن: تشکیل پیوندهای متقابل در زنجیرهای پلیمری در اثر آزاد شدن کاتیون‌های فلزی منجر به سخت شدن سیمان می‌شود. ماده حاصل شامل ذرات شیشه واکنش نکرده‌است که توسط زمینه پلیسالت حاوی پیوندهای متقابل احاطه می‌شوند.
- بلوغ: واکنش‌های سخت شدن پس از گیرش ادامه می‌یابد و استحکام پیوندها (نیروهای بین مولکولی) افزایش می‌یابد. با وجود این که بعد از بیست و چهار ساعت، استحکام بالایی حاصل می‌شود، اما افزایش استحکام پیوند همراه با افزایش مدول یانگ به مدت چند ماه در اثر نفوذ کاتیون‌ها به سمت محل‌های اسیدی، همچنان ادامه می‌یابد.[۲۲][۲۳]

ریز ساختار نهایی سیمان گلاس آیونومر معمولی شامل زمینه از پلی آکریلات‌های کلسیم و منیزیم است که ذرات شیشه واکنش نکرده در آن به عنوان پرکننده عمل می‌کنند. این ذرات شیشه واکنش نکرده توسط یک ژل سیلکایی احاطه شده‌است.

## اجزای سیمان گلاس آیونومر

### شیشه
شیشه‌های مورد استفاده در این سیمان دارای سه جز اصلی سیلیس، آلومینا و کلسیم فلوئورید هستند. ویژگی لازم برای شیشه‌های مورد استفاده در سیمان‌های گلاس آیونومر قابلیت آن‌ها به واکنش با اسید برای تشکیل یک نمک است. انحلال شیشه‌های معدنی در اسید به‌طور معمول نامطلوب است اما ترکیب شیشه به منظور ساخت سیمان گلاس آیونومر، طوری طراحی می‌شود که توسط اسیدهای نسبتاً ضعیف تجزیه شود. در اصل، ترکیب‌های مختلفی می‌توانند این الزام را برآورده کنند، اما در عمل تنها شیشه‌های آلومینوسیلیکاتی دارای افزودنی فلوئور و فسفات کاملاً مطلوب‌اند. ساختار این شیشه‌ها شامل تتراهدرال‌هایی است که در آن‌ها هر کاتیون سیلسیم به چهار آنیون اکسیژن متصل شده‌است. این کاتیون‌های سیلسیم که در مرکز تتتراهدرال قرار دارند با کاتیون‌های آلومینیم جایگزین می‌شوند. در هنگام مخلوط شدن این شیشه با اسید، کلسیم و آلومینیوم از ساختار شیشه خارج شده و با هیدروژن ناشی از یونیزاسیون اسید، اتصالات عرضی تشکیل می‌دهد که استحکام سیمان را تأمین می‌کند. مهم‌ترین عامل مؤثر بر میزان واکنش پذیری و حساسیت شیشه به حمله اسید، نسبت سیلیس به آلومینا و در واقع نسبت سیلسیم به آلومینیوم است. در واقع شیشه‌های آلومینوسیلیکاتی دارای یک ساختار شبکه ای شیشه ای متشکل از پل‌های AlO4 و SiO4 هستند. حضور کاتیون آلومینیوم به عنوان سازنده شبکه در ساختار شیشه منجر به تشکیل تتراهدرال -AlO4 با بار منفی اضافی می‌شود که توسط کاتیون‌های دگرگون ساز شبکه خنثی می‌شود. در حال حاضر در ساخت سیمان‌های گلاس آیونومر عمدتاً از شیشه‌های آلومینوسیلیکات با افزودن سایر ترکیبات استفاده می‌شود. توانایی این شیشه‌ها برای تشکیل سیمان متأثر از نسبت آلومینا به سیلیس، مقدار سدیم و اتصالات شبکه شیشه (نسبت اکسیژن پل زن به غیرپل زن) است.

### اسید
جزء مهم دیگر سیمان گلاس آیونومر اسید است. یک اسید پلیمری که دارای گروه کربوکسیلات است. اسید پلیمریک اصلی که در ابتدا در سیمان گلاس آیونومر استفاده شده، پلی (اسید اکریلیک) بوده‌است. پلی (اسید اکریلیک) عضوی از دسته‌ای از مواد با عنوان پلی الکترولیتهاست، که دارای ترکیبی از ویژگی‌های پلیمر و الکترولیت هستند. ویژگی دوم از حضور زنجیره ممتد پلیمر با تعداد قابل توجهی گروه‌های عملکردی که قادر به حمل بار الکتریکی هستند، ناشی می‌شود. در مورد بسیاری از پلی الکترولیت‌هایی که برای ساخت سیمان‌های گلاس آیونومر استفاده می‌شود، این گروه‌های عملکردی کربوکسیلیک اسیدها CO2H -، هستند. همچنین پلی الکترولیت‌ها به دلیل وجود گروه‌های عملکردی قطبی قادر به حمل بار، محلول در آب هستند.

### آب
آب یک جز ضروری برای سیمان گلاس آیونومر است. گلاس آیونومرها بر پایهٔ پلیمرهای محلول در آب هستند و جدایش فازی در گیرش وجود ندارد. آب به عنوان حلال برای اسید پلیمری، به پلیمر اجازه می‌دهد با آزاد کردن پروتون به عنوان اسید عمل کند. آب محیطی است که در آن واکنش گیرش انجام می‌شود و نقش مهمی در روند گیرش سیمان دارد. تغییرات خواص مکانیکی با افزایش میزان آب مقید درون سیمان ارتباط دارد.

### اسید تارتاریکو نقش آن
افزودن مقداری عامل کمپلکس‌کننده رفتار گیرش سیمان‌های گلاس آیونومر را تغییر می‌دهد. این افزودنی‌ها که برای جلوگیری از ژل شدن زودرس و افزایش زمان کار مورد استفاده قرار می‌گیرند، از طریق ترکیب شدن با یون‌های جدا شده از شیشه، مانع از تعامل آن‌ها با آنیونهای زنجیره‌های پلیمری می‌شوند.

## گلاس کربومر
گلاس کربومر یک ماده تجاری جدید از نوع گلاس آیونومر است، که زیست سازگاری آن در مقایسه با سیمان گلاس آیونومر معمولی افزایش یافته‌است. این ماده توسط شرکت GCP Dental هلند ساخته شده‌است. گیرش در این سیمان‌ها شامل واکنش اسید و بازبین یک اسید پلیمری آبی و یک شیشه قلیایی با قابلیت انحلال یونی است، هرچند که این ماده حاوی اجزایی است که معمولاً در ترکیبات گلاس آیونومر وجود ندارد. این اجزاء عبارتند از:
- یک پودر شیشه ای که توسط یک اسید قوی شسته شده‌است به طوری که لایه‌های سطحی ذرات به‌طور قابل ملاحظه ای از کلسیم تخلیه شده‌اند. از این رو، اکثر یون‌های کلسیم در داخل ذرات به سمت هسته قرار می‌گیرند.
- یک روغن سیلیکون حاوی پلی دی متیل سیلوکان که ساختار آن خطی و شامل گروه‌های هیدروکسیل است. این روغن با سایر اجزای سیمان پیوند هیدروژنی تشکیل داده، به طوری که پیوندها پس از گیرش در سیمان باقی می‌مانند.
- یک جزء زیست فعال، که به عنوان یک پرکننده ثانویه نیز رفتار می‌کند. طیف‌سنجی NMR حالت جامد، نشان داده‌است که این پرکننده در واقع هیدروکسی آپاتیت است. این جزء به منظور بهبود تشکیل ماده مینا شکل در فصل مشترک سیمان با دندان اضافه شده‌است.[۲۶]